# Cmentarz żydowski w Barcinie
Cmentarz żydowski w Barcinie – cmentarz założony w latach sześćdziesiątych-siedemdziesiątych XVIII wieku. Nie ma żadnych materialnych śladów po starym cmentarzu.

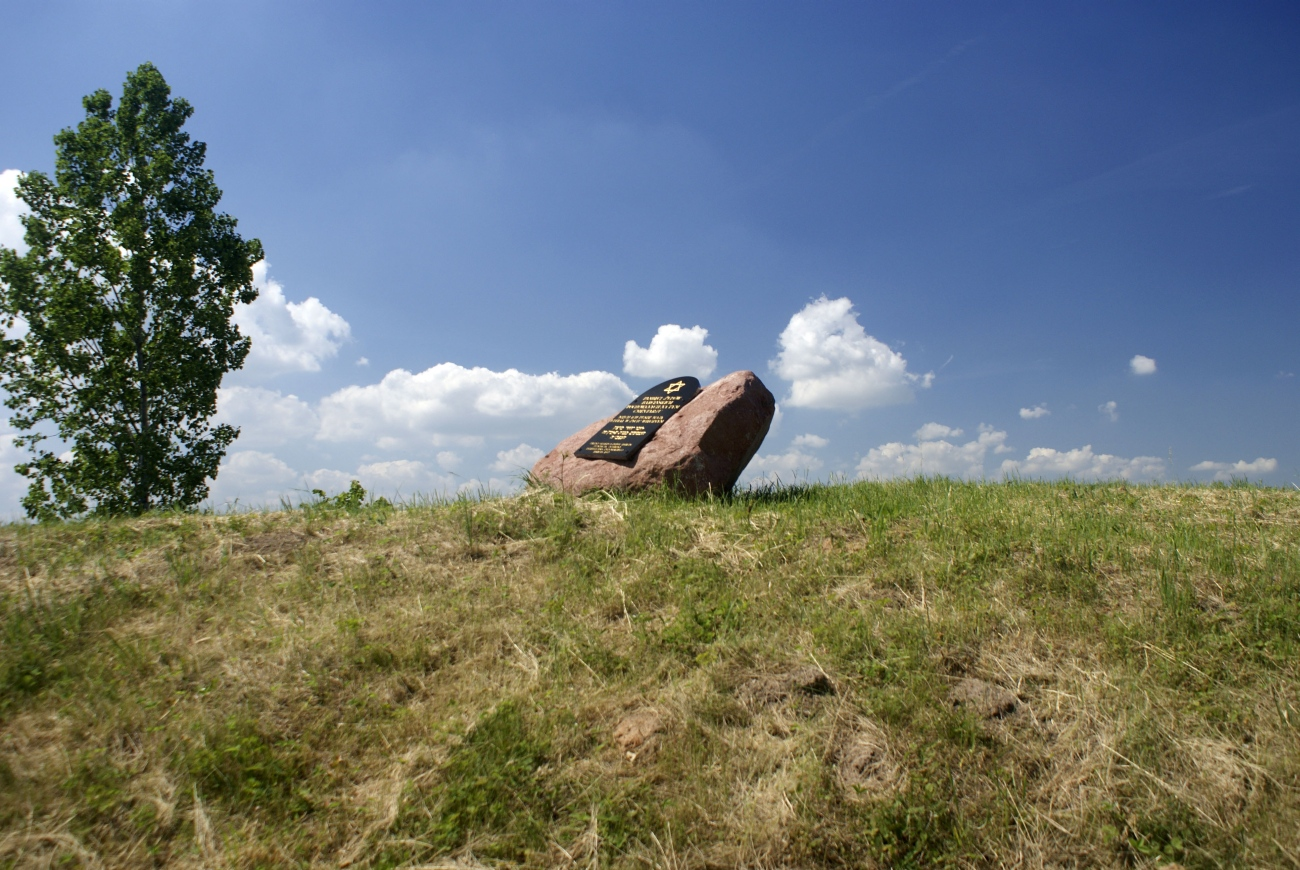
Cmentarz żydowski w Barcinie

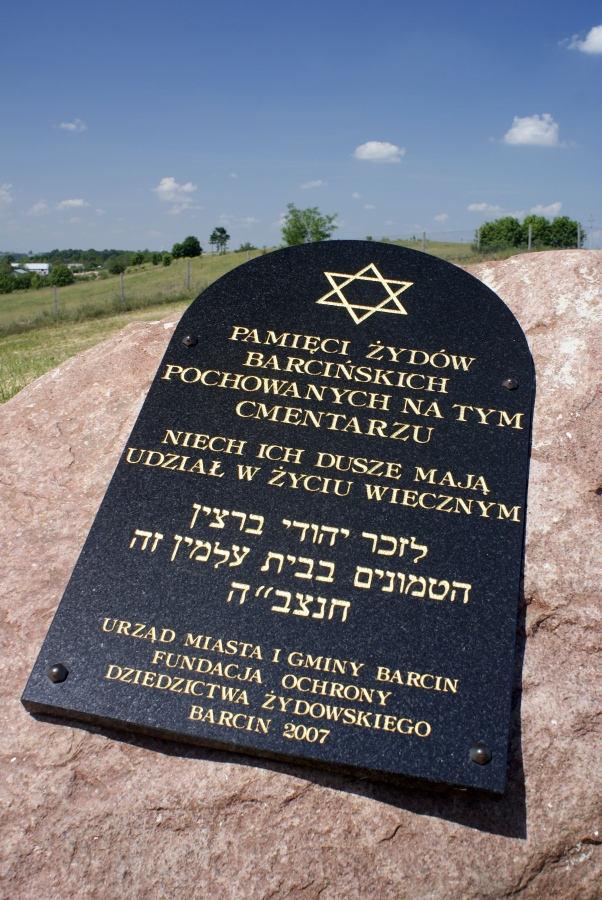
Cmentarz żydowski w Barcinie

Najstarszy nagrobek urodzonego w Gnieźnie Lesera pochodził z 1786. Ostatniego pochówku dokonano w 1938. Zmarłym był Józef Aron.
Cmentarz mieści się przy ulicy Podgórnej. Powierzchnia 0,28 ha.
Częściowo ogrodzony. Wpisany do ewidencji zabytków. Kirkut został całkowicie zniszczony w czasie II wojny światowej.
15 listopada 2007, Urząd Miasta Barcin wraz z Fundacją Ochrony Dziedzictwa Żydowskiego wzniósł na terenie cmentarza pomnik upamiętniający nekropolię.